# Marius Țucudean
Marius Țucudean (n. Arad, România) este fotbalist retras din activitate, om de afaceri și finanțator al echipei UTA Arad. Ca fotbalist a jucat la UTA și Dinamo București.

## Afaceri
Omul de afaceri a înființat în 2000 firma și fabrica Cotta International. Aceasta produce mobilă trimisă în țară și în export. Datorită ei, averea lui Marius Țucudean s-ar ridica la 80 de milioane de euro. Începând cu anul 2009, aceasta deține baza sportivă Gemi Sport din Arad. În aceasta omul de afaceri a investit în ea peste două milioane de euro, doar ștrandul deschis în 2013 valorând 700.000 euro.

## UTA Bătrâna Doamnă
În vara anului 2013, Marius Țucudean a înființat noul club de fotbal din dorința de a readuce Aradul în prima divizie din România. Clubul a jucat primul său sezon în Liga a IV-a, câștigând seria și totodată barajul de promovare cu Retezatul Hațeg. De la promovarea în Liga a III-a echipa deține palmaresul clubului fondat în 1945. Iar, din sezonul competițional 2014-2015, UTA Arad a avansat în Liga a II-a.